# Midnight Secretary
Midnight Secretary (ミッドナイト·セクレタリ?, Middonaito Sekuretari, lett. "Segretaria di mezzanotte") è un manga scritto e disegnato da Tomu Ōmi. La serializzazione è avvenuta sulle pagine del periodico Petit Comic di Shogakukan e, in seguito, la storia è stata raccolta in sette volumetti tankōbon. L'edizione italiana è stata pubblicata dal 2014 al 2019 da parte di RW Edizioni sotto l'etichetta Goen.

## Trama
Kaya Satozuka è la segretaria perfetta: precisa, responsabile, svelta e molto capace, ma non particolarmente avvenente nell'aspetto, sempre abbigliata con vestiti seriosi, acconciature severe e occhiali. Dopo essere stata per diverso tempo l'assistente personale del direttore della Toma Corporation, viene trasferita all'ufficio del figlio di quest'ultimo, Kyoei Toma. Il nuovo principale è molto esigente e pignolo, dal carattere difficile e scostante, facile alla collera e sempre circondato di donne bellissime.
Sospettando che faccia uso di stupefacenti e droghe, Kaya si ferma una sera oltre l'orario di lavoro e scopre che il suo capo è in realtà un vampiro e le donne che lo accompagnano non sono altro per lui se non i suoi "pasti". Kyoei la scopre e la ragazza accetta di non spifferare il segreto, ma anzi comprende la sua situazione offrendosi di organizzare settimanalmente anche la sua "tabella dei pasti" come parte delle proprie attività. Una serie di circostanze porterà Kaya e Kyoei ad avvicinarsi e iniziare una relazione che tuttavia, si scontrerà con molti problemi tra cui il passato del vampiro e il suo rapporto con la comunità, la diffidenza dei membri del clan, le storie passate di entrambi.

## Volumi
| Nº | Data di prima pubblicazione | Data di prima pubblicazione | Data di prima pubblicazione | Data di prima pubblicazione |
| Nº | Giapponese                  | Giapponese                  | Italiano                    | Italiano                    |
| -- | --------------------------- | --------------------------- | --------------------------- | --------------------------- |
| 1  | 26 febbraio 2007            | ISBN 978-4-09-130857-3      | 6 settembre 2014            | ISBN 978-88-6712-258-5      |
| 2  | 26 settembre 2007           | ISBN 978-4-09-131206-8      | 8 novembre 2014             | ISBN 978-88-6712-282-0      |
| 3  | 21 dicembre 2007            | ISBN 978-4-09-131387-4      | 30 aprile 2015              | ISBN 978-88-6712-302-5      |
| 4  | 10 luglio 2008              | ISBN 978-4-09-131675-2      | 20 giugno 2015              | ISBN 978-88-6712-332-2      |
| 5  | 10 novembre 2008            | ISBN 978-4-09-132050-6      | 16 settembre 2015           | ISBN 978-88-6712-401-5      |
| 6  | 10 marzo 2008               | ISBN 978-4-09-132246-3      | 1º luglio 2017              | ISBN 978-88-6712-508-1      |
| 7  | 10 agosto 2009              | ISBN 978-4-09-132570-9      | 1º giugno 2019              | ISBN 978-88-6712-528-9      |

## Accoglienza
Il quinto volume ha raggiunto l'ottavo posto nella classifica delle vendite dei manga Oricon/Tohan dall'11 al 17 novembre 2008, e il sesto ha raggiunto il diciottesimo.
Il sito di recensioni di romanzi d'amore Smart Bitches, Trashy Books ha definito la serie coinvolgente, descrivendola "come Arlecchino: Presenta un incrocio tra un manga e il romanticismo sui vampiri". Rebecca Silverman di Anime News Network ha assegnato al primo volume un voto complessivo di B+.